# Рудник Орієнт-Велл
Рудник Орієнт-Велл – гірничодобувний майданчик на заході Австралії. 
Розробку золоторудного родовища Орієнт-Велл здійснювали у 1995 – 1997 роках компанії Melita Mining NL та Consolidated Gold. Роботи велись відкритим способом, при цьому глибина кар’єру досягнула 48 метрів. 
Вилучена руда проходила переробку на належній до копальні фабриці з вилучення золота, що використовувал традиційну технологію «вугілля-в-пульпі». Окрім продукції Орієнт-Велл вона також приймала на переробку руду з ряду інших неглибоких кар’єрів, що розроблялись у той же період – Баттерфляй, Адмірал, Кінг (розташовані групою за шість кілометрів на захід) та Пазл (Puzzle, знаходився за півтора десятки кілометрів на південний схід та належав компанії Money Mining Ltd). Загальний накопичений видобуток з цих кар’єрів досягнув 4 тонни золота (з них майже 1 тонна з Пазл).
Станом на початок 2020-х всі зазначені родовища опинились в руках компанії Genesis Minerals Limited, яка оцінює залишкові ресурси Орієнт-Велл у 1,5 млн тонн руди, що містить майже 2 тонни золота.